# Томпсон, Алан (гребец)
А́лан Блэр То́мпсон (англ. Alan Blair Thompson; 14 июня 1959, Гисборн) — новозеландский гребец-байдарочник, выступал за сборную Новой Зеландии на всём протяжении 1980-х годов. Двукратный олимпийский чемпион, серебряный и бронзовый призёр чемпионатов мира, победитель многих регат национального и международного значения.

## Биография
Алан Томпсон родился 14 июня 1959 года в городе Гисборне на Северном острове.
Первого серьёзного успеха на взрослом международном уровне добился в 1980 году, когда попал в основной состав новозеландской национальной сборной и благодаря череде удачных выступлений удостоился права защищать честь страны на летних Олимпийских играх в Москве — несмотря на то что Новая Зеландия формально бойкотировала эту Олимпиаду, Томпсон всё же выступил на ней в качестве независимого спортсмена: в двухместных байдарках вместе с напарником Джеффом Уокером дошёл до стадии полуфиналов на пятистах метрах, тогда как на тысяче пробился в финал и в решающем заезде финишировал восьмым.
В 1982 году побывал на чемпионате мира в югославском Белграде, откуда привёз две награды серебряного достоинства, выигранные в одиночках на дистанции 1000 метров и в двойках на дистанции 500 метров. Год спустя выступил на мировом первенстве в финском Тампере, где получил серебро в одиночках на полукилометровой дистанции. Будучи одним из лидеров гребной команды Новой Зеландии, благополучно прошёл квалификацию на Олимпийские игры 1984 года в Лос-Анджелесе, завоевал здесь сразу две золотые медали в двух дисциплинах: в одиночках на тысяче метрах и на тысяче метрах в составе четырёхместного экипажа, куда помимо него вошли также гребцы Грант Брэмуэлл, Иэн Фергюсон и Пол Макдональд. При всём при том, страны социалистического лагеря по политическим причинам бойкотировали эти соревнования, и многих сильнейших спортсменов из ГДР, Восточной Европы и СССР здесь попросту не было.
После двух Олимпиад Томпсон остался в основном составе новозеландской национальной сборной и продолжил принимать участие в крупнейших международных регатах. Так, в 1988 году он прошёл отбор на Олимпийские игры в Сеуле, где, тем не менее, защитить чемпионские звания не смог, в программе одиночных байдарок на километровой дистанции показал в финале шестой результат.
Завершив карьеру профессионального спортсмена, работал тренером, отборщиком и менеджером в новозеландской гребной сборной. В настоящее время занимает должность президента Федерации гребли на байдарках и каноэ Новой Зеландии.